# Deutsche Wacht

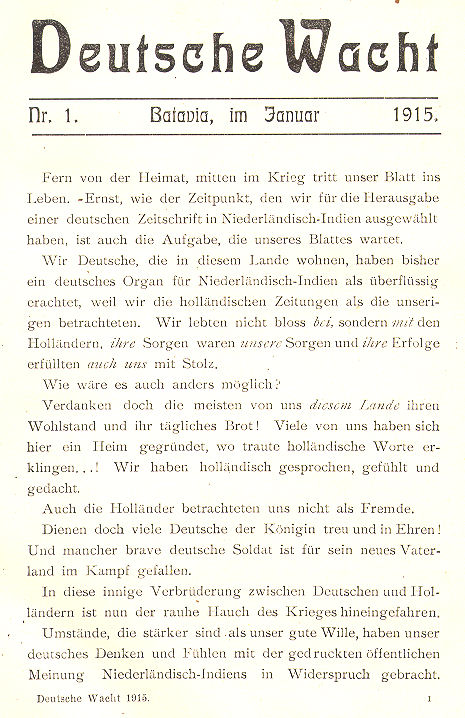
Titelseite der 1. Ausgabe

Die Deutsche Wacht war eine Zeitung in Batavia von 1915 bis 1940. Sie war die einzige deutschsprachige Zeitung in Niederländisch-Indien (dem heutigen Indonesien). 

## Geschichte
Am 27. Januar 1915 erschien die erste Ausgabe der Deutschen Wacht, am Geburtstag des deutschen Kaisers Wilhelm II.
Sie sollte die deutschen Sichtweisen im Ersten Weltkrieg wiedergeben, die durch die niederländischsprachigen Medien in der Kolonie nicht vertreten wurden (Einleitung der ersten Ausgabe).
Herausgeber war der ebenfalls an diesem Tag neu gegründete Deutsche Bund in Niederländisch-Indien, als Vertretung der etwa 3.000 Deutschen in der Region. Ende 1915 gab es 1.200 Abonnenten.
Der Herausgeber Emil Helfferich verfasste einen großen Teil der Artikel selbst.
Zu den freien Mitarbeitern zählte der Sinologe Erwin von Zach (1872–1942), dessen Beiträge (Übersetzungen, Kritiken, Polemiken und Rezensionen) auch in einer Buchausausgabe im Verlag der Deutschen Wacht erschienen.
Die Zeitung wurde auch von Nichtdeutschen in der Region gelesen. Um 1930 wurde sie in eine Halbmonatsschrift umgewandelt. 1935 gab es etwa 1.500 verkaufte Exemplare. In dieser Zeit war Dr. Erich Voigt der verantwortliche Redakteur.
1940 wurde das Erscheinen eingestellt.

## Einleitung der ersten Ausgabe
"Batavia, im Januar 1915.
Fern von der Heimat, mitten im Krieg tritt unser Blatt ins Leben. Ernst, wie der Zeitpunkt, den wir für die Herausgabe einer deutschen Zeitschrift in Niederländisch-Indien ausgewählt haben, ist auch die Aufgabe, die unseres Blattes wartet.
Wir Deutsche, die in diesem Lande wohnen, haben bisher ein deutsches Organ für Niederländisch-Indien als überflüssig erachtet, weil wir die holländischen Zeitungen als die unserigen betrachteten. Wir lebten nicht bloss bei, sondern mit den Holländern, ihre Sorgen waren unsere Sorgen und ihre Erfolge erfüllten auch uns mit Stolz."
Dann wird auf das gute Verhältnis der Deutschen zu den Holländern verwiesen, das durch den Krieg zerstört wurde:
„Auch die Holländer betrachteten uns nicht als Fremde. Dienen doch viele Deutsche der Königin treu und in Ehren! Und mancher brave deutsche Soldat ist für sein neues Vaterland im Kampf gefallen. In diese innige Verbrüderung zwischen Deutschen und Holländern ist nun der rauhe Hauch des Krieges hineingefahren.“
Um der Kriegspropaganda der Deutschland feindlich gesinnten Mächte zu entgehen, müsse ein Organ gegründet werden, das auch den deutschen Standpunkt vertrete:
"Was die holländische Presse heute schreibt, sind nicht unsere Gedanken und was sie vom Gange der Ereignisse in Europa wünscht und hofft, steht mit unseren Hoffnungen und Wünschen in Widerspruch. Der grösste Teil der holländischen Presse Niederländisch-Indiens ist nicht mehr neutral, sondern anti-deutsch und die hier ansässigen Deutschen stehen ihr machtlos gegenüber.
Nichts ist daher begreiflicher, als das Verlangen nach einem deutschen Blatt! Nicht als ob wir gegen die öffentliche Meinung ankämpfen und dieselbe zu Gunsten der Deutschen umstimmen wollten! Der bescheidene Umfang unserer Zeitschrift und der Umstand, dass sie nicht in holländischer Sprache erscheint, beweisen, dass wir der breiten Oeffentlichkeit nicht unsere Meinung aufdrängen wollen. Aber uns selbst und den wenigen gegenüber, die den Glauben an das deutsche Volk noch nicht verloren haben, sind wir verpflichtet, nicht alles hinzunehmen und nicht alles auf uns sitzen zu lassen, was gegenwärtig über die Deutschen geschrieben wird."
Am Schluss weist der Verfasser noch darauf hin, dass die erste Nummer am Geburtstag des deutschen Kaisers erscheint:
„Die Deutsche Wacht ist eine Gabe, welche die Deutschen. N.-Indiens ihrem Kaiser zum Geburtstag darbringen. Möge sie dauernd für die deutsche Sache segensreich wirken!“

## Ausgaben
- Deutsche Wacht, 1918 Auszüge